# 허혈
허혈(虛血, ischemia, ischaemia, ischæmia), 국소빈혈, 핍혈(乏血), 저혈, 단혈은 조직으로의 혈액 공급이 제한을 받아 물질대사에 필요한(조직이 생존하는데 필요한) 산소와 글루코스가 부족해진 상태를 말한다.
허혈은 보통 혈관에 문제가 있음으로 말미암아 조직이 손상을 입거나 역기능을 할 때 발생한다. 혈관 수축, 혈전증, 색전증 등으로 인한 신체 일부의 국소빈혈을 뜻하기도 한다. 허혈은 산소가 충분치 않은 것 뿐 아니라 영양소의 이용 감소와 대사물질의 부적절한 제거도 수반된다.

## 같이 보기
- 경색증

## 참고 문헌
- Elizabeth (editor). Oxford Reference: Concise Medical Dictionary (1990, 3rd ed.). Oxford University Press: Market House Books, 1987, 2nd ed., pg. 107, ISBN 0-19-281991-7, ISBN 978-0-19-281991-8